# Gilbert Chirwa
Gilbert Chirwa (ur. 13 stycznia 1963) – malawijski piłkarz grający na pozycji obrońcy. W swojej karierze rozegrał 112 meczów i strzelił 4 gole w reprezentacji Malawi.

## Kariera klubowa
Całą swoją piłkarską karierę Chirwa spędził w klubie Bata Bullets, w którym zadebiutował w 1981 roku i grał w nim do 1993 roku. Wywalczył z nim pięć tytułów mistrza Malawi w sezonach 1981, 1984, 1986, 1991 i 1992.

## Kariera reprezentacyjna
W reprezentacji Malawi Chirwa zadebiutował 23 czerwca 1981 roku w zremisowanym 0:0 towarzyskim meczu z Tanzanią, rozegranym w Nchalo. W 1984 roku został powołany do kadry na Puchar Narodów Afryki 1984. Na tym turnieju zagrał w jednym meczu grupowym, z Ghaną (0:1). W kadrze narodowej grał do 1993 roku. Rozegrał w niej 112 meczów i strzelił 4 gole.